# Towar wspólnotowy
Towary wspólnotowe są to towary:
1. całkowicie uzyskane na obszarze celnym Wspólnoty bez udziału towarów przywiezionych z krajów lub terytoriów niebędących częścią obszaru celnego Wspólnoty
2. przywiezione z państw lub terytoriów niebędących częścią obszaru celnego Wspólnoty i dopuszczone do obrotu
3. uzyskane lub wyprodukowane na obszarze celnym Wspólnoty wyłącznie z towarów, o których mowa w 2. lub z towarów, o których mowa w 1. i 2.

W przypadkach o szczególnym znaczeniu gospodarczym, określonych zgodnie z procedurą Komitetu, towarów uzyskanych z towarów objętych procedurą zawieszającą nie uważa się za towary wspólnotowe.